# Cladothela parva
Cladothela parva är en spindelart som beskrevs av Takahide Kamura 1991. Cladothela parva ingår i släktet Cladothela och familjen plattbuksspindlar. Inga underarter finns listade i Catalogue of Life.